# União Social-Democrata da Macedónia
A União Social-Democrata da Macedónia (em macedónio:  Социјалдемократски сојуз на Македонија, Socijaldemokratski sojuz na Makedonija, SDSM) é um partido político da Macedónia do Norte.
Fundado em 1991, como herdeira da Liga dos Comunistas da Macedónia, o partido, rapidamente, se tornou um dos partidos mais influentes do país, tendo liderado diversos governos.
O SDSM é um partido de centro-esquerda, seguindo uma linha social-democrata, defendendo um certo liberalismo económico e a adesão da Macedónia do Norte à União Europeia e à NATO.
O partido é associado ao Partido Socialista Europeu e membro da Aliança Progressista.

## Resultados eleitorais

### Eleições presidenciais
| Data | Candidato apoiado  | 1ª Volta | 1ª Volta   | 2ª Volta | 2ª Volta   |
| Data | Candidato apoiado  | Votos    | %          | Votos    | %          |
| ---- | ------------------ | -------- | ---------- | -------- | ---------- |
| 1994 | Kiro Gligorov      | 715 087  | 78,4 (1.º) |          |            |
| 1999 | Tito Petkovic      | 343 606  | 33,1 (1.º) | 513 614  | 46,8 (2.º) |
| 2004 | Branko Crvenkovski | 385 347  | 42,5 (1.º) | 550 317  | 62,6 (1.º) |
| 2009 | Ljubomir Frckoski  | 202 691  | 20,5 (2.º) | 264 828  | 36,9 (2.º) |
| 2014 | Stevo Pendarovski  | 326 164  | 37,5 (2.º) | 398 077  | 41,1 (2.º) |

### Eleições legislativas
| Data | Votos   | %          | +/-  | Deputados | +/- | Status   |
| ---- | ------- | ---------- | ---- | --------- | --- | -------- |
| 1994 | 291 695 | 29,5 (1.º) |      | 87 / 120  |     | Governo  |
| 1998 | 279 799 | 25,1 (2.º) | 4,4  | 27 / 120  | 60  | Oposição |
| 2002 | 494 744 | 41,4 (1.º) | 16,3 | 60 / 120  | 33  | Governo  |
| 2006 | 218 164 | 23,3 (2.º) | 18,1 | 32 / 120  | 28  | Oposição |
| 2008 | 233 284 | 23,6 (2.º) | 0,3  | 27 / 120  | 5   | Oposição |
| 2011 | 368 496 | 32,8 (2.º) | 9,2  | 42 / 123  | 15  | Oposição |
| 2014 | 283 955 | 25,3 (2.º) | 7,5  | 34 / 123  | 8   | Oposição |
| 2016 | 436 823 | 37,9 (2.º) | 12,6 | 49 / 120  | 15  | Governo  |